# Lamberville (Manche)
Lamberville és un municipi francès situat al departament de la Manche i a la regió de Normandia. L'any 2007 tenia 151 habitants.

## Demografia

### Població
El 2007 la població de fet de Lamberville era de 151 persones. Hi havia 61 famílies de les quals 19 eren unipersonals (4 homes vivint sols i 15 dones vivint soles), 23 parelles sense fills, 15 parelles amb fills i 4 famílies monoparentals amb fills.
La població ha evolucionat segons el següent gràfic:
Habitants censats

### Habitatges
El 2007 hi havia 80 habitatges, 66 eren l'habitatge principal de la família, 11 eren segones residències i 3 estaven desocupats. Tots els 80 habitatges eren cases. Dels 66 habitatges principals, 50 estaven ocupats pels seus propietaris i 15 estaven llogats i ocupats pels llogaters; 9 tenien tres cambres, 15 en tenien quatre i 42 en tenien cinc o més. 45 habitatges disposaven pel capbaix d'una plaça de pàrquing. A 29 habitatges hi havia un automòbil i a 30 n'hi havia dos o més.

### Piràmide de població
La piràmide de població per edats i sexe el 2009 era:
| Homes | Edats   | Dones |
| ----- | ------- | ----- |
| 0     | 95 o +  | 0     |
| 0     | 90 a 94 | 0     |
| 0     | 85 a 89 | 0     |
| 0     | 80 a 84 | 0     |
| 8     | 75 a 79 | 12    |
| 8     | 70 a 74 | 0     |
| 0     | 65 a 69 | 4     |
| 12    | 60 a 64 | 8     |
| 0     | 55 a 59 | 0     |
| 8     | 50 a 54 | 4     |
| 4     | 45 a 49 | 8     |
| 12    | 40 a 44 | 4     |
| 4     | 35 a 39 | 8     |
| 8     | 30 a 34 | 8     |
| 0     | 25 a 29 | 4     |
| 0     | 20 a 24 | 0     |
| 0     | 15 a 19 | 0     |
| 8     | 10 a 14 | 16    |
| 8     | 5 a 9   | 20    |
| 4     | 0 a 4   | 4     |

## Economia
El 2007 la població en edat de treballar era de 95 persones, 75 eren actives i 20 eren inactives. De les 75 persones actives 68 estaven ocupades (36 homes i 32 dones) i 7 estaven aturades (3 homes i 4 dones). De les 20 persones inactives 5 estaven jubilades, 10 estaven estudiant i 5 estaven classificades com a «altres inactius».

### Ingressos
El 2009 a Lamberville hi havia 65 unitats fiscals que integraven 157 persones, la mediana anual d'ingressos fiscals per persona era de 16.459 €.

### Activitats econòmiques
Dels 5 establiments que hi havia el 2007, 1 era d'una empresa de fabricació d'altres productes industrials, 1 d'una empresa de construcció, 2 d'empreses d'hostatgeria i restauració i 1 d'una empresa de serveis.
L'any 2000 a Lamberville hi havia 31 explotacions agrícoles que ocupaven un total de 720 hectàrees.

## Poblacions més properes
El següent diagrama mostra les poblacions més properes.